# Berliner Tageblatt

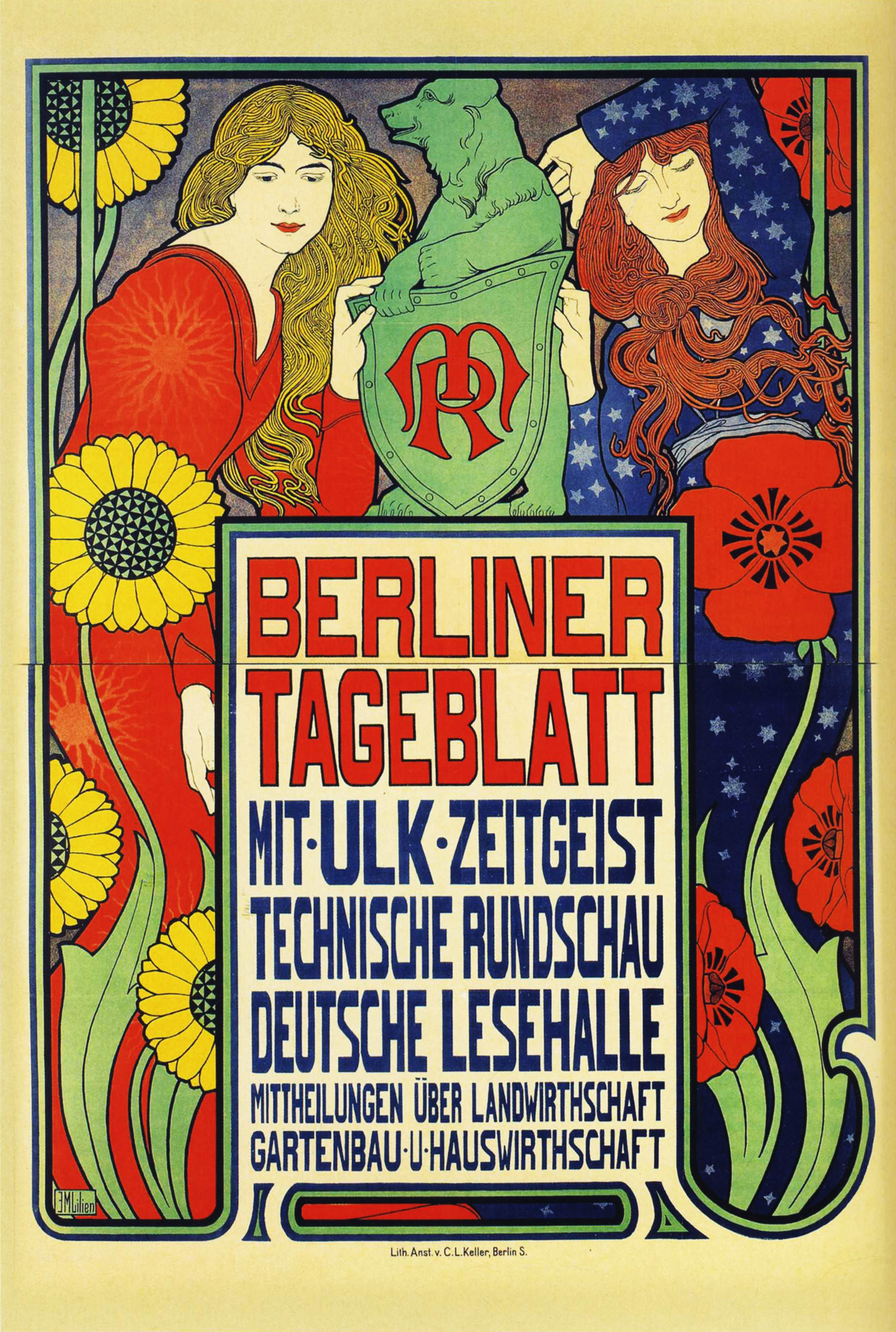
Plakatwerbung für das Berliner Tageblatt (inv. Ephraim Moses Lilien, 1899)

Das Berliner Tageblatt (BT) war von 1872 bis 1939 eine überregionale Tageszeitung im Deutschen Reich. Die vollständige Bezeichnung lautete: Berliner Tageblatt und Handelszeitung. Von Rudolf Mosse gegründet, richtete sich das Blatt an ein Massenpublikum und entwickelte sich als auflagenstärkste Zeitung im Deutschen Kaiserreich zu einem Leitmedium. Während der Weimarer Republik vertrat das Berliner Tageblatt eine linksliberale Linie und wurde als nichtoffizielle Parteizeitung der Deutschen Demokratischen Partei wahrgenommen, womit ein deutlicher Rückgang der Auflage verbunden war. 1933 erfolgte die Gleichschaltung und 1937 zur Abwicklung die Eingliederung in den Deutschen Verlag. Die Zeitung besaß Redaktionsbüros in mehreren Städten im In- und Ausland. Der Hauptsitz befand sich im Mossehaus in der Jerusalemer Straße 46–49 in Berlin.

## Struktur und Inhalte
Das Berliner Tageblatt erschien mit einer Berliner- und einer Reichsausgabe wöchentlich jeweils zwölfmal. Die Woche begann im Hause Mosse immer montags mit einer Abendausgabe; eine Morgenausgabe gab es an diesem Tag nicht. Dienstags bis sonnabends wurden eine Morgen- und eine Abendausgabe ausgeliefert, sonntags nur eine Morgenausgabe (später nur noch Sonntagsausgabe genannt). Die Satzschrift war bis zum 21. März 1927 Fraktur, danach Antiqua.
Wochentags umfasste die Zeitung 16 und sonntags 32 Seiten mit Berichten aus den Bereichen Kultur, Politik, Wirtschaft und Sport. Kennzeichnend für das aus heutiger Sicht moderne und vielfältige Blatt waren Sensationsberichte über Rekorde, Unfälle, Attentate, Verbrechen, Feuerbrünste und sonstige Ausnahme-Tatbestände. Die Titelseite blieb weitestgehend der Politik mit einem kritischen Leitartikel vorbehalten. Auf der zweiten Seite ging es weiter mit innenpolitischen und deutschlandweiten Nachrichten. Es folgten die Auslandsberichterstattung und ein kurzer Wirtschaftsteil nebst Börsenkursen. Dem Feuilleton wurde ein hoher Stellenwert beigemessen: Neben Reiseberichten, Kurzgeschichten, Fortsetzungsromanen, Gedichten gab es Bücherempfehlungen, Kino-, Theater- und Rundfunk-Wochenspielpläne sowie Kritiken zu Kunstausstellungen, Kino-, Kabarett-, Theater- und Konzertaufführungen. Einen konkreten Nutzwert boten Tabellen mit diversen aktuellen Vergleichspreisen für Brot, Milch, Briketts und weiteren Artikeln des täglichen Lebensbedarfs. Zeit ihres Bestehens enthielt die Zeitung viele Kleinanzeigen und besonders am Wochenende sehr üppige gewerbliche Annoncen.
Regelmäßige Beilagen, meist in Heftform, waren unter anderen:
- Ulk
- Illustriertes Sportblatt
- Technische Rundschau
- Berliner Stadtblatt (expliziter Lokalteil des Berliner Tageblatts)
- Der Welt-Spiegel
- Der Frauenspiegel
- Haus, Hof und Garten

## Auflage und Statistik
Das Berliner Tageblatt zählte zeitweise zu den auflagenstärksten Zeitungen im Deutschen Reich, wobei die Angaben in der heute vorliegenden Literatur erheblich voneinander abweichen. Hintergrund: Eine einheitliche und quartalsbezogene Erhebung gab es noch nicht, Kontrollmechanismen wurden erst ab 1933 installiert. Nach Eigenangaben des Mosse-Konzerns soll die Auflage während der Weimarer Zeit an manchen Sonntagen bei 300.000 gelegen haben. Konkret werden beispielsweise für 1929 werktags 137.000 (davon 83.000 Hauptstadtauflage) und sonntags 250.000 Exemplare angegeben. Diese firmeneigene Statistik zweifelten bereits zu dieser Zeit Werbende und Kreditgeber an. Unter den rund 4.700 existierenden Tages- und Wochenzeitungen tobte ein aggressiver Kampf um Anzeigenkunden, sodass Verleger schon damals die Auflagenhöhe wegen des Tausenderkontaktpreises gern nach oben korrigierten. In diesem Zusammenhang stellte die Hausbank des Mosse-Konzerns 1929 fest, dass den 3,2 Millionen Einwohnern in Berlin nur 308.900 Haushalte und 147 in der Reichshauptstadt erscheinende beziehungsweise reichsweit 4.700 Tages- und Wochenzeitungen gegenüberstanden.
Unwahrscheinlich sind die Angaben auch deshalb, weil oft in den gleichen Zeiträumen Auflagenzahlen für die Berliner Morgen-Zeitung von 150.000 und für die Berliner Volks-Zeitung von 160.000 angegeben wurden, die beide ebenfalls im Mosse-Konzern erschienen. Wird allein noch der Ullstein Verlag berücksichtigt, der zeitgleich mit seiner Berliner Morgenpost 623.000 und mit der Berliner Illustrirte Zeitung sage und schreibe 1.952.740 Exemplare erzielt haben will, dann kann das Ganze als „reductio ad absurdum“ bezeichnet werden.
Nachweislich erreichte die Auflage des Berliner Tageblatts am Vorabend des Ersten Weltkriegs ihren Höchststand, ging ab 1916 zurück, schwankte in der Weimarer Zeit stark und fiel 1932 extrem. Als gesichert gelten die Angaben für folgende Jahre:
- 1906: 95.000 Exemplare gemäß Meldung an das Kaiserliche Statistische Amt
- 1914: 245.000 Exemplare gemäß Meldung an das Kaiserliche Statistische Amt
- 1919: 160.000 Exemplare gemäß Meldung an das Statistische Reichsamt
- 1932: 25.000 Exemplare gemäß Ermittlung im Zuge der Eröffnung des Konkursverfahrens
- 1937: 56.000 Exemplare gemäß Ermittlung des Reichsministeriums für Volksaufklärung und Propaganda.[10][11]

Diese Zahlen sprechen dennoch für die hohe Akzeptanz und Qualität des Berliner Tageblatts. Wegen der großen Medienvielfalt lag die Auflage der meisten Tageszeitungen zwischen 5.000 und 20.000 Exemplaren.

## Anfänge in der Kaiserzeit
Das am 1. Januar 1872 gegründete Berliner Tageblatt bestand anfangs nur aus Anzeigen. Um eine größere Aufmerksamkeit bei den Lesern zu erzielen, ergänzte Rudolf Mosse sehr bald die Seiten mit redaktionellen Beiträgen. Erster Chefredakteur war Arthur Levysohn. Ihm folgte 1906 Mosses Vetter Theodor Wolff, der den Charakter der Zeitung 27 Jahre maßgeblich prägte. Er war bei personellen Entscheidungen die letzte Instanz, trug die Verantwortung für Gestaltung, Gesamtinhalt sowie Themenauswahl und bestimmte die weltanschauliche Ausrichtung.
Das Berliner Tageblatt trug ausgeprägte Züge eines Familienunternehmens: In den Redaktionsbüros im In- und Ausland waren sämtliche Führungspositionen mit nahen Verwandten von Rudolf Mosse besetzt. Zeitweise beschäftigte der Verlag über 4.000 Mitarbeiter, von denen ein hoher Anteil der jüdischen Glaubensgemeinschaft angehörte. Diese Wurzeln spiegelten sich in der Zeitung nur bedingt wider. Wenn es um explizit jüdische Themen ging, wurden diese in Reaktion auf aktuelle Ereignisse diskutiert, und nicht aus einer aktiv propagierten ideologisch motivierten Haltung heraus. Politisch hatte das Blatt in der Kaiserzeit eine liberale Ausrichtung, wobei zu Lebzeiten Mosses auf eine gewisse Neutralität beziehungsweise parteiliche Ausgewogenheit bei politischen Themen geachtet wurde. Grundsätzlich gab das Berliner Tageblatt in den ersten vier Jahrzehnten ihres Bestehens einen Sachverhalt nicht als Kommentar, sondern als Bericht oder Nachricht wieder.
Nach Ausbruch des Ersten Weltkriegs stellten die Redakteure in ihrer Berichterstattung vorübergehend innenpolitische Auseinandersetzungen komplett zurück. Mit zunehmender Dauer des Krieges und dem ausbleibenden Sieg begann die Bereitschaft der auferlegten Zurückhaltung zu bröckeln. Versorgungsmangel sowie Kriegsmüdigkeit führten im zweiten Kriegsjahr zu ersten wilden Streiks und Demonstrationen. Das Ende des politischen Burgfriedens kam im Sommer 1916: Als erste Zeitung thematisierte das Berliner Tageblatt die Kriegszielfrage öffentlich. Daraufhin wurde die Ausgabe vom 28. Juni 1916 beschlagnahmt und die Auslieferung der Zeitung vom 1. bis 7. August 1916 verboten. Für Wolff war damit bis Kriegsende die Veröffentlichung von Exklusivberichten äußerst mühselig. Reichskanzler Bernhard von Bülow verweigerte dem Blatt generell Interviews und Theobald von Bethmann Hollweg untersagte allen Regierungsstellen jegliche Zusammenarbeit mit den Redakteuren des Berliner Tageblatts.

## Entwicklung in der Weimarer Republik

### Politische Positionierung
Im Zuge der Novemberrevolution positionierte sich das Blatt als ein Verfechter der Radikaldemokratie mit stark linksliberalen Tendenzen. Am 14. November 1918 erschien unter dem Titel „Volksstaat oder verkehrter Obrigkeitsstaat?“ ein Gastbeitrag von Hugo Preuß, in dem auf die Legitimitäts- und Demokratiedefizite der Revolutionsregierung und auf die Dringlichkeit der Einberufung einer auf soziale und liberale Reformen hinarbeitenden Nationalversammlung hingewiesen wurde – einen Tag später berief Friedrich Ebert, Vorsitzender des Rates der Volksbeauftragten, aufgrund dieses kritischen Artikels Preuß in das Amt des Staatssekretärs im Reichsamt des Innern, um durch ihn die Regierungsvorlage eines Entwurfes für eine neue, republikanische Verfassung erarbeiten zu lassen. Am 16. November 1918 erschien in der Morgenausgabe unter der Überschrift „Die große demokratische Partei“ ein von Theodor Wolff verfasster und von 60 weiteren Personen unterzeichneter Aufruf zur Gründung der Deutschen Demokratischen Partei (DDP). Das Berliner Tageblatt stand in der Folgezeit dieser Partei sehr nahe, lehnte den Sozialismus sowie einen übersteigerten Wohlfahrtstaat ab und trat für eine individuelle Freiheit der Menschen ein. Damit praktizierte die Redaktion fortan einen klar erkennbaren Meinungsjournalismus.

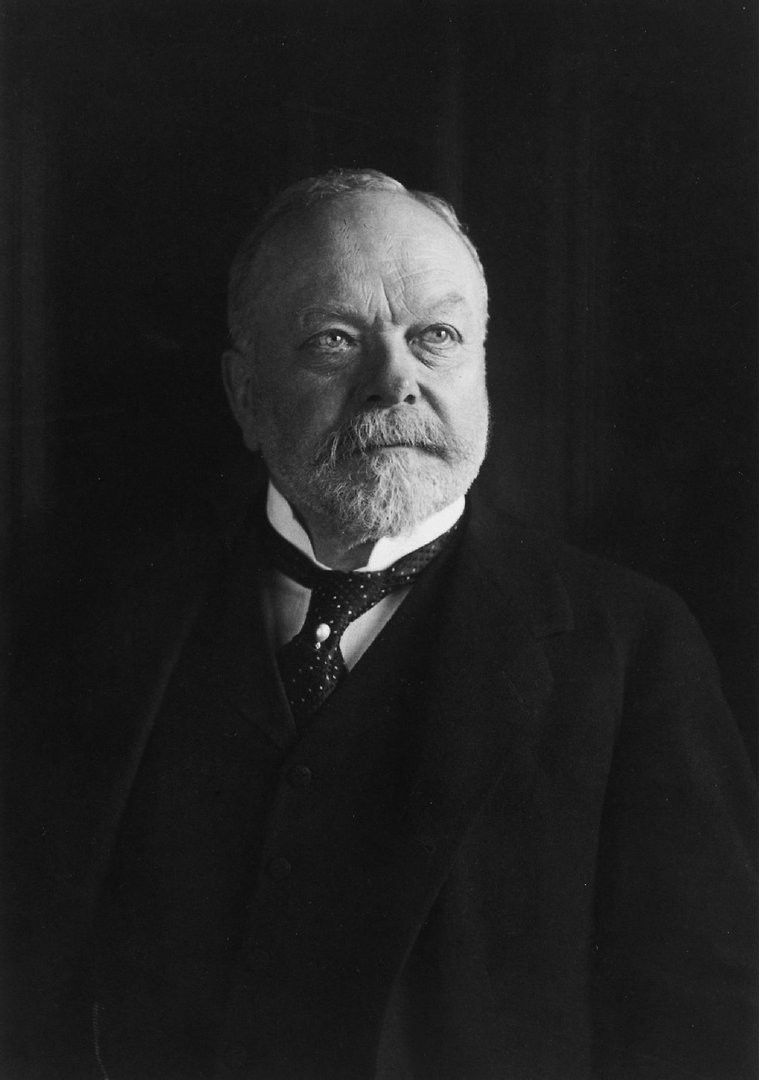
Rudolf Mosse um 1916

Der Gründungsausruf trug auch die Unterschrift des 78-jährigen Rudolf Mosse, der einerseits stets die Hand über Theodor Wolff gehalten, andererseits eine zu starke und vor allem einseitige Politisierung in seinen Zeitungen immer abgelehnt hatte. Weil sich das Berliner Tageblatt gegen Kommunismus und gegen eine Räterepublik aussprach, wurde am 5. Januar 1919 die Redaktion für eine Woche von bewaffneten Spartakisten besetzt und das Mossehaus durch den Einsatz von Artillerie, Handgranaten und Maschinengewehren stark beschädigt.

Theodor Wolff um 1901

Als Mosse am 8. September 1920 auf Schloss Schenkendorf starb, hinterließ er einen millionenschweren und schuldenfreien Konzern. Zum Nachfolger hatte er seinen Schwiegersohn, Hans Lachmann-Mosse, bestimmt. Der betriebswirtschaftlich orientierte Finanzfachmann übernahm damit die verlegerische Leitung eines der größten deutschen Zeitungsverlage. Seinem Chefredakteur hatte Mosse testamentarisch neben der vollständigen personellen sowie inhaltlichen Verantwortung nun auch 50 % Mitspracherechte bei der kaufmännischen Leitung eingeräumt, der diesen Einfluss sowohl beim Berliner Tageblatts als auch bei der Berliner Volks-Zeitung und der Berliner Tages-Zeitung künftig ausübte. Spannungen zwischen Wolff und dem 17 Jahre jüngeren Lachmann-Mosse waren damit vorprogrammiert.
Wolff, der aus heutiger Sicht unbestritten zu den besten Journalisten seiner Zeit zählte, entwickelte sich immer mehr zu einem Politiker. Er forderte wiederholt im Berliner Tageblatt, den Versailler Vertrag nicht zu unterzeichnen. Zur Kriegsschuldfrage veröffentlichte er zwei Bücher, in welchen er sich gegen die Alleinverantwortungsthese stellte. In mehreren Artikeln bekämpfte Wolff demokratisch gewählte Kabinette, in denen die DDP nicht vertreten war, und forcierte offen deren Prinzip der Privatwirtschaft. Für seine Partei reiste er als offizieller Vertreter zu verschiedenen Konferenzen ins Ausland und setzte sich mit Vehemenz für das demokratisch-parlamentarische Regierungssystem ein. 1920 wollte ihn Hermann Müller zum Botschafter in Paris machen, was Wolff ablehnte. Seine fehlende Neutralität in den Leitartikeln, stieß bei Lachmann-Mosse zunehmend auf Kritik, der bei einer politisch immer weiter auseinanderklaffenden Leserschaft einen Auflagenrückgang voraussah. Tatsächlich verlor die DDP schon ab 1920 in großem Maße Stimmen an die DVP und DNVP, da innerhalb der Partei Uneinigkeit bei der Reparationsfrage bestand. Zudem entstand in der Öffentlichkeit das Bild, dass die DDP eine „Partei des Hochkapitals“ sei.
Am 4. Dezember 1926 trat Wolff aus der DDP aus. Anlass war die Zustimmung seiner Partei bei der Verabschiedung des sogenannten Schmutz- und Schundgesetzes. Neu war diese Rechtsnorm nicht, zur Durchsetzung erfolgte nun in Berlin und München die Installation spezieller Zensurbehörden. Wegen Koppelgeschäften, der Verbreitung von Schleichwerbung, Schwindelanzeigen sowie jugendgefährdender Inserate, war das Berliner Tageblatt bereits mehrfach abgemahnt und Ausgaben beispielsweise vom 7. bis 14. Oktober 1920, 1. bis 12. Juli 1922, 10. bis 16. November 1923 verboten worden. Das Haus Mosse zeigte sich bei Anzeigenkunden nie wählerisch. Schmutz- und Schwindelinserate bildeten einen nicht unerheblichen Teil des Annoncengeschäfts. Darunter fielen unter anderem Engelmacherei, Wunderheilungen, Pornografie, falsche Preisangaben, aber auch Inserate frivoler Kabarett-, Kino- oder Theaterveranstaltungen. Koppelgeschäfte waren branchenüblich, je öfter beispielsweise ein Theater inserierte, umso besser fielen die Kritiken aus.
Trotz seines Austritts blieb Wolff seiner politischen Linie treu: In den folgenden Jahren entwickelte sich das Berliner Tageblatt zur Speerspitze der liberalen Demokratie. Allein das Politikressort bestand aus einem 90-köpfigen Stab mit Redakteuren, Leitartiklern, Auslandskorrespondenten, die sich selbst als „Kerntruppe der Republik“ bezeichneten. Später wurde seine Agitation differenzierter beurteilt. Er bekämpfte Linke, Rechte, Konservative, aber auch Angehörige demokratischer Parteien. Seine Methoden gingen weit über Verbalattacken hinaus. So stieß die Gründung der Republikanischen Partei Deutschlands (RPD) bei Wolff auf derartig entschiedenen Widerstand, dass er unter anderem die Entlassung von Carl von Ossietzky veranlasste, der als Redakteur bei der zum Mosse-Konzern gehörenden Berliner Volks-Zeitung beschäftigt und Gründungsmitglied der RPD war. Ähnlich erging es dem Sozialdemokraten Kurt Tucholsky, der in einem abschätzigen Rückblick Theodor Wolff als einen herablassenden, „etwas dümmlichen Mann“ mit „angeblich so liberalen“, aber einseitigen Prinzipien beschrieb.

### Wirtschaftlicher Zusammenbruch

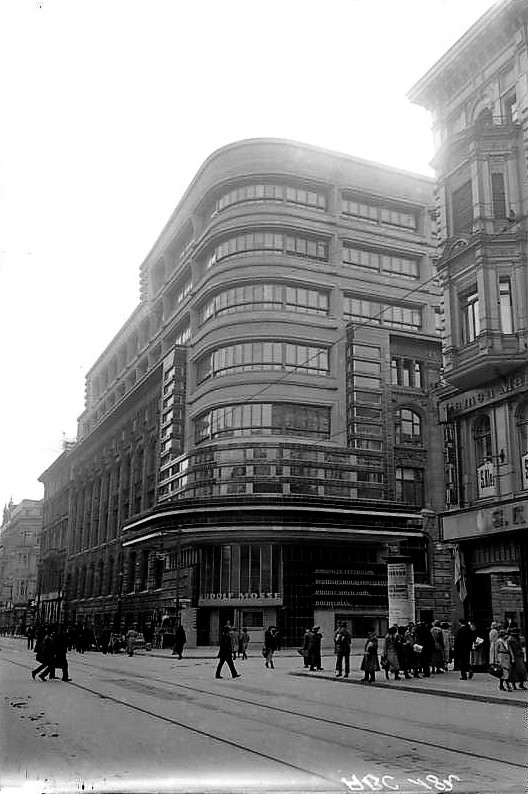
Das Mossehaus (1923) im Berliner Zeitungsviertel

Im Zuge der Hyperinflation 1922/23 verlor der Konzern den größten Teil seines Umlaufvermögens, konnte jedoch seinen Immobilienbesitz im In- und Ausland retten. Ohnehin hatte die Familie ihr immenses Privatvermögen bei einer Basler Bank des SBV in Schweizer Franken angelegt.
Aufgrund der Inflationserfahrungen erwarb Lachmann-Mosse ab 1926 mittels Eigen- und Fremdkapital eine große Anzahl von Grundstücken sowie Immobilien. Ganze Häuserzeilen in Berlin am Hohenzollerndamm, Lehniner Platz, Kurfürstendamm und in der Cicerostraße gehörten bald dem Mosse-Verlag. Parallel erweiterte er mit hohen Summen die Kunstsammlung im Mosse-Palais, investierte in Musikverlage, gründete im Ausland weitere Annoncen-Expeditionen und kaufte eine Vielzahl von Zeitungen auf. Sowohl die Dresdner Bank, als Hausbank der Rudolf Mosse OHG, gewährte Kredite in Millionenhöhe, wie die Deutsche Bank, die Danat-Bank und Schweizer Banken. Speziell der Erwerb weiterer Printmedien erwies sich als unternehmerische Fehlentscheidung, weil er damit seinen bisherigen Publikationserzeugnissen eigene Konkurrenz verschaffte. Vor allem mit dem Berliner Tageblatt konnten ab 1926 nur noch Verluste erwirtschaftet werden, dessen Anzeigeneinnahmen 1913 bei 2,1 Millionen Mark, 1928 bei 705.000 Mark und 1930 bei 304.000 Mark lagen. Genauso fiel die Auflage der Zeitung.

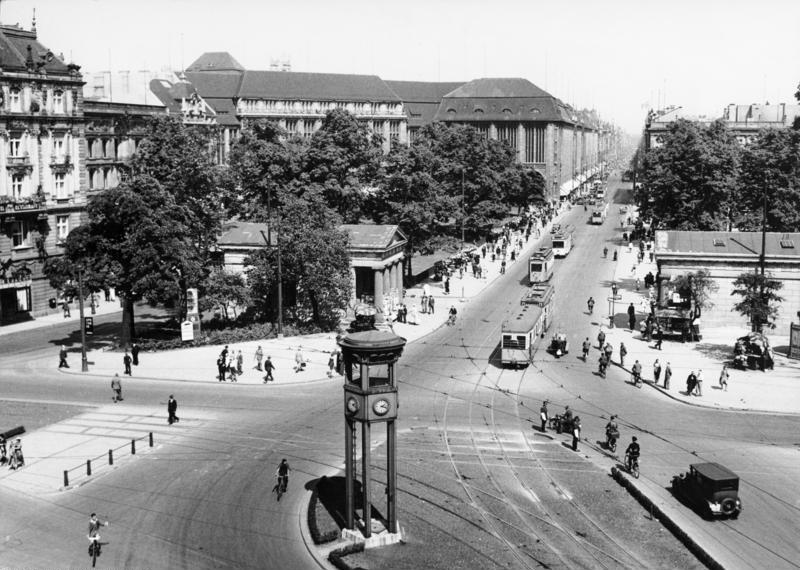
Der Leipziger Platz in den 1920er Jahren, ganz links das Mosse-Palais

Von den Auflagerückgängen der Mosse-Zeitungen profitierte am meisten der Ullstein Verlag. Dort praktizierten die Redakteure bis zum Ende der Weimarer Republik einen ausgesprochenen interpretativen Journalismus, bei welchem auf Neutralität und politische Ausgewogenheit geachtet wurde. Scharenweise wechselten Leser und Anzeigenkunden aus dem Hause Mosse insbesondere zur Berliner Morgenpost. Aufgrund der unparteiischen Berichterstattung entwickelte sich die Berliner Morgenpost mit einer exorbitanten Auflage von nachweislich 614.680 Exemplaren ab 1929 zur auflagenstärksten Zeitung in der Weimarer Republik.
Für den Rückgang machte Lachmann-Mosse Theodor Wolff verantwortlich. Ganz unberechtigt war der Vorwurf nicht. Speziell der Belehrungston stieß bei vielen Lesern auf immer weniger Akzeptanz. Wolff ging jedoch keinen Schritt von der Politisierung des Blattes zurück. Immer mehr verschloss er die Augen vor den wahren Zuständen in der Weimarer Republik und den Bedürfnissen sowie Problemen seiner Leserschaft. Dies gipfelte in propagierten Programmen des „Sozialen Kapitalismus“, in denen Arbeiter und Unternehmer sich gegenseitig „Pflicht, Recht, Leistung und Gewinn“ anerkennen sollten. Diese visionären Vorstellungen waren bei steigender Arbeitslosigkeit, Kürzung von Sozialleistungen, Steuererhöhungen sowie unter dem Druck der Reparationslasten völlig realitätsfremd. Dementsprechend erreichten die Linksliberalen gegen Ende der Weimarer Republik bei Wahlen nur noch etwa ein Prozent und sanken zur Bedeutungslosigkeit herab.
Als erster Gläubiger gab im November 1927 die Deutsche Bank ihre Mehrheitsbeteiligung an der Rudolf Mosse OHG ab. Zu dieser Zeit waren bereits alle Immobilien im In- und Ausland mit Hypotheken belastet. Die Hausbank des Verlags wies ab Januar 1928 auf eine bevorstehende Zahlungsunfähigkeit hin, was die Geschäftsleitung ignorierte. Im Frühjahr 1928 hätte ein geordnetes Insolvenzverfahren zumindest Teile des Mosse-Konzern retten können, mit Beginn der Weltwirtschaftskrise 1929 war dies nicht mehr möglich. Alle ausländischen Banken zogen Geld aus Deutschland ab und bestanden auf umgehender Rückzahlung der Kredite. Von ungeheurer Signalwirkung war im Dezember 1930 die Kündigung des Chef-Justiziars und Prokuristen Martin Carbe. Er wechselte zum Ullstein-Verlag, was ein unglaubliches Ereignis in der gesamten Presselandschaft darstellte. Tatsächlich verschleppte die Mosse-Konzernleitung den Konkurs bis zum Herbst 1932. Hierfür trug Lachmann-Mosse die Verantwortung, aber speziell für das Berliner Tageblatt Theodor Wolff, der zur Hälfte Mitbestimmungsrechte und -pflichten besaß. Außerdem war es das Berliner Tageblatt, welches die größten Verluste einfuhr.
Lachmann-Mosse forderte unnachgiebig inhaltliche Änderungen der Zeitung sowie eine Reduzierung der politischen Redakteure. Es folgten rabiate Einsparungen: Honorarkürzungen, Schließung von Agenturen im In- und Ausland, Wegfall von Beilagen und Farbdrucken sowie Seitenanzahl-Dezimierungen zerstörten das Vertrauen der Redaktionen in den Betrieb. Viele junge und gute Journalisten kündigten von sich aus. Als Entlassungen altgedienter Mitarbeiter anstanden, ergriff die Belegschaft Streikmaßnahmen. Der ökonomische Zusammenbruch des einst größten deutschen Pressekonzerns vollzog sich 1932. Über 3.000 Arbeitsplätze standen auf dem Spiel. Wolff, dem jegliches betriebswirtschaftliches Verständnis fehlte, führte einen längst verlorenen Kampf. Mit Lachmann-Mosse sprach er nicht mehr und schrieb ihm:

„Ich weiß, dass Sie gerade der Politik wenig Interesse entgegenbringen, aber sie ist das Rückgrat des Blattes. Das Publikum ist übermäßig politisch geworden. Selbst wenn meine Redakteure noch Mehrbelastung auf sich nähmen, wäre der Schaden außerordentlich. Denn jeden Tag, den das Blatt nicht voller Kampfeskraft erscheint, verliert es an Gewicht und politischer Bedeutung.“

Dass der Auflagenrückgang ein Indiz dafür war, dass reichsweit kaum noch jemand das Berliner Tageblatt lesen wollte, nahm Wolff nicht zur Kenntnis. Am 13. September 1932 erfolgte die Eröffnung des Konkursverfahrens. Rund 8.000 Gläubiger meldeten ihre Ansprüche an.

## Zeit des Nationalsozialismus

### Entlassung von Theodor Wolff
Grundsätzlich war der sechzigjährige Theodor Wolff unkündbar. Zwar drohte er selbst wiederholt mit Amtsniederlegung, kämpfte aber in Wirklichkeit um seinen Machterhalt. Wolffs Rücktrittsgerüchte verursachten nicht nur innerhalb der Belegschaft eine große Unsicherheit; er machte diese sogar in Zeitungsartikeln zum öffentlichen Thema, sodass die Schwierigkeiten des Verlags kein Geheimnis im politischen Berlin blieben.
Nach der Reichstagswahl im Juni 1932 ergriff Lachmann-Mosse die Initiative und veranlasste in allen Mosse-Zeitungen neutralere Töne. Victor Klemperer vermerkte in seinem Tagebuch am 30. Januar 1933, dass „auch das Berliner Tageblatt ganz zahm geworden sei“. Artikel verfasste Wolff nach dem Regierungswechsel nur noch wenige. Sein einspaltiger Leitartikel am 31. Januar 1933 trug die Überschrift „Es ist erreicht“ und enthielt die Namen der neuen Kabinettsmitglieder nebst zurückhaltender Kommentare über die Erfolgsaussichten der Hitlerregierung.
Die Ereignisse um den Reichstagsbrand wurden im Berliner Tageblatt gleichfalls sachlich dargestellt, ohne Mitwirkung von Theodor Wolff. Grund war auch eine Anweisung, die von Goebbels persönlich kam, dass nichts außer den offiziellen Erklärungen gedruckt werden dürfe.
Der Ressortleiter für Innenpolitik Wolfgang Bretholz war zusammen mit dem Redakteur Hans Weiss in der Nacht zum 28. Februar 1933 zum brennenden Reichstagsgebäude geeilt. Hans Weiss hatte früher als Laufbursche gearbeitet und kannte Nebeneingänge des Reichstages. „…, als sie eine kleine Seitentür öffnen wollten, wurde das Tor aufgestoßen und eine Anzahl junger Männer in Mützen und Lodenmänteln rannte im Marschschritt auf einen Lastwagen zu, schwang sich hinauf und fuhr ab. Die beiden Journalisten hatten die Stiefel unter den Mänteln sehen können, es waren keine Arbeiter, sondern Nazis. Sie rannten in das Gebäude und rochen das Benzin.“ Als die Druckerpressen sich schon drehten, kam die Anweisung von Goebbels. „Wolffs Hände zitterten, als er sagte: »Ich kann nicht. Sag du es ihnen …«  … es war Hans (Weiss), der die Pressen stilllegen ließ.“
Tatsächlich hatte Theodor Wolff in der Nacht vom 27. zum 28. Februar Berlin in Richtung München verlassen. Am 3. März 1933 kehrte er zurück und erhielt sofort bei Ankunft im Mossehaus seine Kündigung. Die Entlassung erfolgte nicht auf Veranlassung der neuen Machthaber, Lachmann-Mosse zog damit den Schlussstrich unter die Auseinandersetzung, die er mit Wolff seit 1928 geführt hatte. Bei der Amtsenthebung teilte ihm Lachmann-Mosse mit:

„Für unabsehbare Zeit wird sich das Berliner Tageblatt innenpolitisch im Wesentlichen neutral auf die Bearbeitung der großen wirtschaftlichen und außenpolitischen Fragen konzentrieren. Aber wahre Demokratie und Gerechtigkeit verlangen, dass positive Leistungen des Staates, auch dann wenn dieser Staat eine wesentlich andere Gestalt angenommen hat, sachliche Anerkennung erfahren.“

Der letzte Leitartikel von Theodor Wolff behandelte die bevorstehende Reichstagswahl am 5. März 1933. Der bereits in München entworfene Artikel erschien zwei Tage nach seiner Entlassung. Anhand dieser nach der Kündigung erfolgten Veröffentlichung wird seine Machtfülle sowie Mitverantwortung an der Orientierungslosigkeit der Führungskräfte und Mitarbeiter deutlich. Der Belegschaft fehlte zu diesem Zeitpunkt jegliche Kenntnis, wer das Berliner Tageblatt überhaupt führte. Am 5. März 1933 gab Wolff in einem Wahllokal in unmittelbarer Nähe seines Hauses am Hohenzollerndamm seine Stimme zur Reichstagswahl ab und verließ Berlin mit dem Abendzug wieder nach München. Am 9. März ging er mit seiner Familie mit Zwischenaufenthalten in Österreich und der Schweiz nach Südfrankreich ins Exil. Er schrieb nochmals mehrere Briefe an Lachmann-Mosse, in welchen er darauf bestand, weiterhin als Chefredakteur im Berliner Tageblatt genannt zu werden. Tatsächlich wurde sein Name erst am 21. März 1933 nicht mehr im Impressum aufgeführt.
Aufgrund unterschiedlicher Darstellungen in der Gegenwartsliteratur muss ausdrücklich darauf hingewiesen werden, dass Wolff nach dem 5. März 1933 beim Berliner Tageblatt in keiner Weise mehr redaktionell involviert gewesen ist.

### Verbot und vorauseilender Gehorsam
Mit der Überschrift: „März 1933: Die Untaten der alten – die Versprechen der neuen Regierung!“, und aufgrund der Spaltenbreite klein darunter „in Mandschukuo“, sollte am 10. März 1933 auf der Titelseite ein von Wolfgang Bretholz verfasster Artikel über die Vorfälle in der Mandschurei erscheinen. Weil die Headline missverstanden werden konnte, ließ Walter Haupt, der seit dem 13. September 1932 als Insolvenzverwalter des Verlags eingesetzt war, die bereits sich im Druck befindende Auflage stoppen und legte die Ausgabe zur Prüfung der Zensurbehörde vor. Diese betrachtete die Schlagzeile tatsächlich als Provokation und verhängte auf Grundlage der im Februar 1933 erlassenen Verordnungen des Reichspräsidenten zum Schutz von Volk und Staat ein Verbot der Zeitung vom 10. bis zum 13. März 1933. Alle anderen Mosse-Zeitungen waren davon nicht betroffen.
Als Joseph Goebbels am 11. März von der Angelegenheit erfuhr, ließ er mit sofortiger Wirkung das Verbot aufheben und das Berliner Tageblatt konnte am 12. März wieder erscheinen; mit dem Artikel und der Überschrift. Allerdings interessierte sich Goebbels nunmehr für die anarchistischen von wilden Streiks begleiteten Zustände im Hause Mosse. Am 21. März 1933 setzte er für mehrere Tage den SA-Sturmbannführer Wilhelm Ohst als Aufpasser an den Rotationsdruckmaschinen ein, was bei der Belegschaft für noch mehr Unruhe sorgte.
Die spätere von einigen Autoren aufgestellte Behauptung, Lachmann-Mosse habe nach diesem Verbot zur Anbiederung an die Nationalsozialisten besonders viele Juden entlassen, entspricht nicht der Realität. Eigens die von Alfred Kerr im Exil kolportierten Anekdoten, wonach nicht nur Kündigungen, sondern auch Zensurmaßnahmen der „Entjudung“ dienten, bezeichnet die Historikerin Elisabeth Kraus als „unwissenschaftliche Verleumdung“ maßgeblich gegenüber der Familie Mosse. Vielmehr begann die Kündigungswelle im Herbst 1932 und betraf angesichts des hohen Anteils von jüdischen Mitarbeitern beim Berliner Tageblatt logischerweise viele Juden. Im Übrigen war das Berliner Tageblatt nach Hitlers Machtergreifung nicht die einzige und nicht die erste sanktionierte bürgerliche Zeitung. Beispielsweise wurden schon am 18. Februar 1933 die katholisch-konservative Germania sowie die Märkische Volkszeitung für zwei Tage verboten, ganz abgesehen von kommunistischen Parteiblättern.

### „Kalte Arisierung“
Trotz aller gebotenen Vorsicht, hat nach Ansicht verschiedener Historiker eine „Arisierung“ und Enteignung des Mosse-Konzerns nicht stattgefunden. Wenn überhaupt, dann könne von einer „Kalten Arisierung“ gesprochen werden. Fest steht, dass die Nationalsozialisten ein hoch verschuldetes Unternehmen mit 3.000 gefährdeten Arbeitsplätzen, nicht bezahlten Gehältern, ausstehenden Sozialversicherungsbeiträgen, offenen Rechnungen sowie einer nicht mehr anwesenden Chefredaktion und Geschäftsleitung übernahmen. Hans Lachmann-Mosse floh am 1. April 1933 nach Paris und veranlasste von dort aus die Umwandlung des Konzerns in eine Stiftung zum 15. April 1933. Am gleichen Tag stellte die Rudolf Mosse OHG sämtliche Zahlungen ein. Bezüglich des Zwecks der Stiftung teilte er dem Konkursverwalter schriftlich mit:

„Ich will von nix profitieren. Alle Früchte, die der Baum noch trägt, sollen den hungernden Kriegsopfern (Erster Weltkrieg) gehören.“

Walter Haupt gab sich mit dieser „vaterländischen Erklärung der neu gegründeten Stiftung nicht zufrieden“. Weil er im Unternehmen keinen verantwortlichen Ansprechpartner mehr hatte und bei mehreren Banken die Unterschrift des Firmeninhabers benötigte, forderte er von Lachmann-Mosse konkrete Nachfolgeregelungen. Der äußerte sich dazu nicht. Am 12. Juli 1933 erfolgte auch bei der Stiftung der endgültige Zahlungstopp. Getreu dem schon seit 1914 so bezeichneten Too big to fail-Phänomen gaben Joseph Goebbels und Hermann Göring an, den Verlag wegen der vielen Arbeitsplätze nicht zerschlagen zu wollen. Insbesondere das Berliner Tageblatt sollte erhalten bleiben. In Paris erreichte Lachmann-Mosse ein Angebot Görings, die Zeitung als Geschäftsführer weiterzuleiten. Dafür wurde ihm sogar eine „Ehrenarierschaft“ in Aussicht gestellt. Theodor Wolff, der sich zu diesem Zeitpunkt in der Schweiz aufhielt, bekam die gleiche Offerte. Beide lehnten das Angebot ab.
Zum Insolvenzverwalter wurde nun Max Winkler bestimmt, der als Krisenmanager und graue Eminenz der deutschen Presse, den Nationalsozialisten ebenso bereitwillig wie früheren Kabinetten zu Diensten stand. Winkler sah keine Möglichkeiten, den Verlag wirtschaftlich fortzuführen. Erst auf mehrfaches Drängen von Goebbels stimmte er einer Sanierung über Auffanggesellschaften zu. Die Reichsregierung veranlasste am 23. Dezember 1933 ein Vergleichsverfahren zur Abwendung des Konkurses und stellte zur Befriedung der Gläubiger 30 Millionen Mark aus Steuermitteln zur Verfügung. Diese Summe entspräche heute einer Kaufkraft von rund 2 Milliarden Euro. Die Ansprüche konnten nur zu einem Bruchteil befriedigt werden. Viele kleine Gläubiger, allen voran die Handwerker vom WOGA-Komplex am Lehniner Platz, gingen leer aus. Die gerichtliche Klärung zog sich in einigen Fällen bis in die Nachkriegszeit.

### Der „Frontschwein-Artikel“
In die deutsche Pressegeschichte ging der als Frontschwein-Artikel bezeichnete Leitartikel ein, welcher am 4. April 1933 mit der Überschrift „Klarheit“ im Berliner Tageblatt erschien. Darin rief Wolffs langjähriger politischer Mitarbeiter Karl Vetter dazu auf, die Spannungen des Regierungswechsels zu überwinden. Er fuhr fort, dass er „den Göttern und Götzen einer Zeit, die gewesen ist, keine Träne nachweine“. Er habe „als Frontschwein trotz fehlender Hurra-Psychose seine Heimat mit derselben Pflichttreue wie jeder deutsche Soldat verteidigt“. Er appellierte in Erinnerung an Otto von Bismarck, dass „jetzt auch Adolf Hitler den Besiegten die Hand reichen“ solle. Er warf der Weimarer Republik vor, zu glauben, „mit einer abgekämpften Generation von Parteiunteroffizieren“ das neue Deutschland gestalten zu können. Vetter rief dazu auf, dem „Gegner von gestern nicht die Feindschaft von morgen“ anzusagen. Zu den Juden gewandt schrieb er, dass „das Ausland diesen keinen Dienst erweisen würde, wenn sie als alte Anklageweiber herumlaufen“. Auf dem Wege in die „Zukunft solle kein staatsbewußter Deutscher ausgeschlossen“ werden, die „aufbauwilligen Kräfte brauchen jetzt den inneren Frieden“ im Lande. Er bekannte sich „im Namen der Redaktion“ zu den „schicksalsgewaltigen Ereignissen dieser Tage“ und schrieb als Abschlusssatz: „Das Berliner Tageblatt respektiere den Volkswillen vor aller Welt“.
Vetter war nicht in der Position, über die Veröffentlichung des Artikels allein zu entscheiden. Der Frontschwein-Artikel war ein offener Bruch der Redaktion zur republikanischen Vergangenheit des Berliner Tageblatts und wurde nicht nur von Journalisten vielfach als Unterwerfung betrachtet. Mit diesem Artikel haben sich die Redakteure nicht nur öffentlich zum neuen System bekannt, sondern als erste Zeitung gegenüber der neuen Macht von selbst „gleichgeschaltet“.

### „Aufbruch“ und Ende
Im April 1934 setzte die Reichspressekammer Paul Scheffer als neuen Hauptschriftleiter ein. Der selbstbewusste, weitgereiste, gebildete und finanziell unabhängige Scheffer arbeitete seit 1919 für das Berliner Tageblatt als Korrespondent im Fernen Osten, den USA, in Italien, Großbritannien und Sowjetrussland. Im Juli 1933 hatte er schon die Leitung des außenpolitischen Ressorts übertragen bekommen. Goebbels, der wiederholt die „Eintönigkeit“ der deutschen Presse kritisierte, wollte das Berliner Tageblatt als deutsches „Weltblatt“ aufbauen. Dafür sicherte er dem neuen Chefredakteur freie Hand bei der inhaltlichen Gestaltung zu.
Mit viel Energie machte sich Scheffer daran, das Berliner Tageblatt vor dem völligen Absinken in die journalistische Bedeutungslosigkeit zu bewahren. Es gelang ihm, die Auflage zu stabilisieren und deutlich zu steigern. Scheffers Leitartikel und Berichte zeigten eine sachliche Brillanz und Schlagkraft, die völlig im Gegensatz zum Belehrungston anderer Zeitungen standen. Einen hohen Stellenwert maß er Auslandsreportagen bei, die fast schon literarische Qualität besaßen. Dafür schickte Scheffer junge Journalisten auf wochenlange Reisen in für viele Leser damals unbekannte und exotische Länder. Zu nennen sind besonders Margret Boveri, die im Auftrag der Zeitung in Malta, Marokko, Algerien, Tunesien, Ägypten sowie im Sudan unterwegs war und im Kaiserreich Abessinien ein von der Auslandspresse viel beachtetes Interview mit Haile Selassie führte; oder Herbert Ihering der für exklusive Filmrezensionen nach Indien, Südamerika und Hollywood flog.
In seinen Artikeln sprach Scheffer stets von „Herrn Hitler“ statt vom „Führer“ oder „Kanzler“. Auf einer Pressekonferenz des Propagandaministeriums kam es 1935 zum ersten Eklat. Scheffer hatte in einem Leitartikel geschrieben, dass „die Völker mit intakten Religionsgemeinschaften, wie es sie beispielsweise in Italien und England gibt, den anderen Nationen an seelischer Spannkraft überlegen sind. Deutschland hingegen fehle die reguläre Verbindlichkeit“. Alfred-Ingemar Berndt, der Sprecher des Propagandaministers, schrie Scheffer an, ob er denn nicht Alfred Rosenbergs ersten Band „Mythus des 20. Jahrhunderts“ kenne. Zum Schrecken der Konferenzteilnehmer verbat sich Scheffer nicht nur den schroffen Ton, sondern setzte mit schneidender Ironie hinzu: „Im Übrigen nehme ich zur Kenntnis, dass Deutschland jetzt eine Religion besitzt, von der der erste Band bereits erschienen ist.“
Mit dem Vierjahresplan änderten sich ab 1936 Görings und Goebbels Ziele. Im Vordergrund stand nunmehr die Optimierung von Ressourcen, unter anderem mittels Lenkung des Arbeitskräfteeinsatzes, der Papier- und Rohstoffkontingentierung, und damit verbunden eine Reduzierung der Presseerzeugnisse. Insgesamt sank die Zahl der Zeitungen bis 1937 auf 2.500 und bis 1944 auf 977. Wie alle Zeitungen musste ab 1936 auch das Berliner Tageblatt verschiedene Auflagen von Lenkungsinstanzen erfüllen. Scheffer, der stets bemüht war, dem Blatt seine Unabhängigkeit zu bewahren, gab schließlich entnervt auf und verließ Ende 1936 Deutschland. Er bereiste für zwei Jahre Südostasien, arbeitete anschließend für deutsche Zeitungen in New York als Auslandskorrespondent und ließ sich 1942 nach dem Kriegseintritt der Vereinigten Staaten als freier Journalist endgültig in den USA nieder.
Als neuen Chefredakteur setzte Goebbels den überzeugten Nationalsozialisten Erich Schwarzer ein, der ab August 1937 gleichzeitig die Kreuzzeitung als Hauptschriftführer leitete. Auf die neuen Töne, die Schwarzer anschlug, reagierten die meisten Redaktionsmitglieder teils mit Kündigung, teils mit einer Art von Dienst nach Vorschrift. Einige fanden später Arbeit bei der Wochenzeitschrift Das Reich. Letzter Chefredakteur wurde im Mai 1938 Eugen Mündler, der die Aufgabe zur Abwicklung der Zeitung übernommen hatte. Das Berliner Tageblatt erschien unter seiner Regie vollständig mit dem Text der Kreuzzeitung, bei der Mündler ebenfalls als Chefredakteur eingesetzt war. Beide Zeitungen wurden letztmals am 31. Januar 1939 ausgeliefert.

## Aktuelles
Am 20. Mai 2021 übernahm der kroatische Geschäftsmann Josip Heit das Berliner Tageblatt sowie die Wort-Bild-Marke. Das Berliner Tageblatt wird online herausgegeben, erscheint rund um die Uhr an sieben Tagen in der Woche in fünf Sprachen und hat ihren Sitz Unter den Linden in Berlin. Heit besitzt mit seiner weltweit agierenden Mediengruppe 40 Tageszeitungen auf allen Kontinenten.

## Chefredakteure
- Arthur Levysohn (1876–1906)
- Theodor Wolff (1906–1933)
- Paul Scheffer (1934–1936)
- Erich Schwarzer (1936–1938)
- Eugen Mündler (1938–1939)

## Bekannte Autoren (Auswahl)
- Victor Auburtin
- Margret Boveri
- Wolfgang Bretholz
- Friedrich Dernburg
- Anton Dietzenschmidt
- Hedwig Dohm
- Erich Dombrowski, 1916–1926 Leiter des innenpolitischen Ressorts und stellvertretender Chefredakteur
- Alfred Einstein
- Julie Elias, 1915–1918 Modekolumnistin
- Fritz Engel, 1890–1933 Theaterkritiker
- Erich Everth
- Paul Fechter
- Ernst Feder
- Wilhelm Feldmann
- Otto Flake
- Hans Joachim Flechtner
- Alfred Frankenfeld
- Lieselotte Friedlaender
- Ferdinand Hardekopf
- Fred Hildenbrandt
- Heinrich Eduard Jacob
- Rudolf Herrnstadt 1929–1936 Auslandskorrespondent
- Max Jordan
- Isidor Kastan
- Erich Kästner
- Alfred Kerr, 1919–1933 Theaterkritiker
- Egon Erwin Kisch
- Karl Korn
- Maximilian Müller-Jabusch
- Rudolf Olden
- Felix Pinner, 1910–1933 Leiter des Handelteils
- Hans-Erich Priester[74]
- Paul Schlenther, 1910–1916 Theaterkritiker
- Leopold Schmidt
- Josef Schwab
- Fritz Stahl
- Kurt von Stutterheim
- Peter Suhrkamp
- Frank Thiess
- Gabriele Tergit, 1924–1933 Gerichtsreporterin
- Kurt Tucholsky
- Robert Walser